# Pisinna laseroni
Pisinna laseroni is een slakkensoort uit de familie van de Anabathridae. De wetenschappelijke naam van de soort is voor het eerst geldig gepubliceerd in 1976 door Ponder & Yoo.